# Südfriedhof (Düsseldorf)

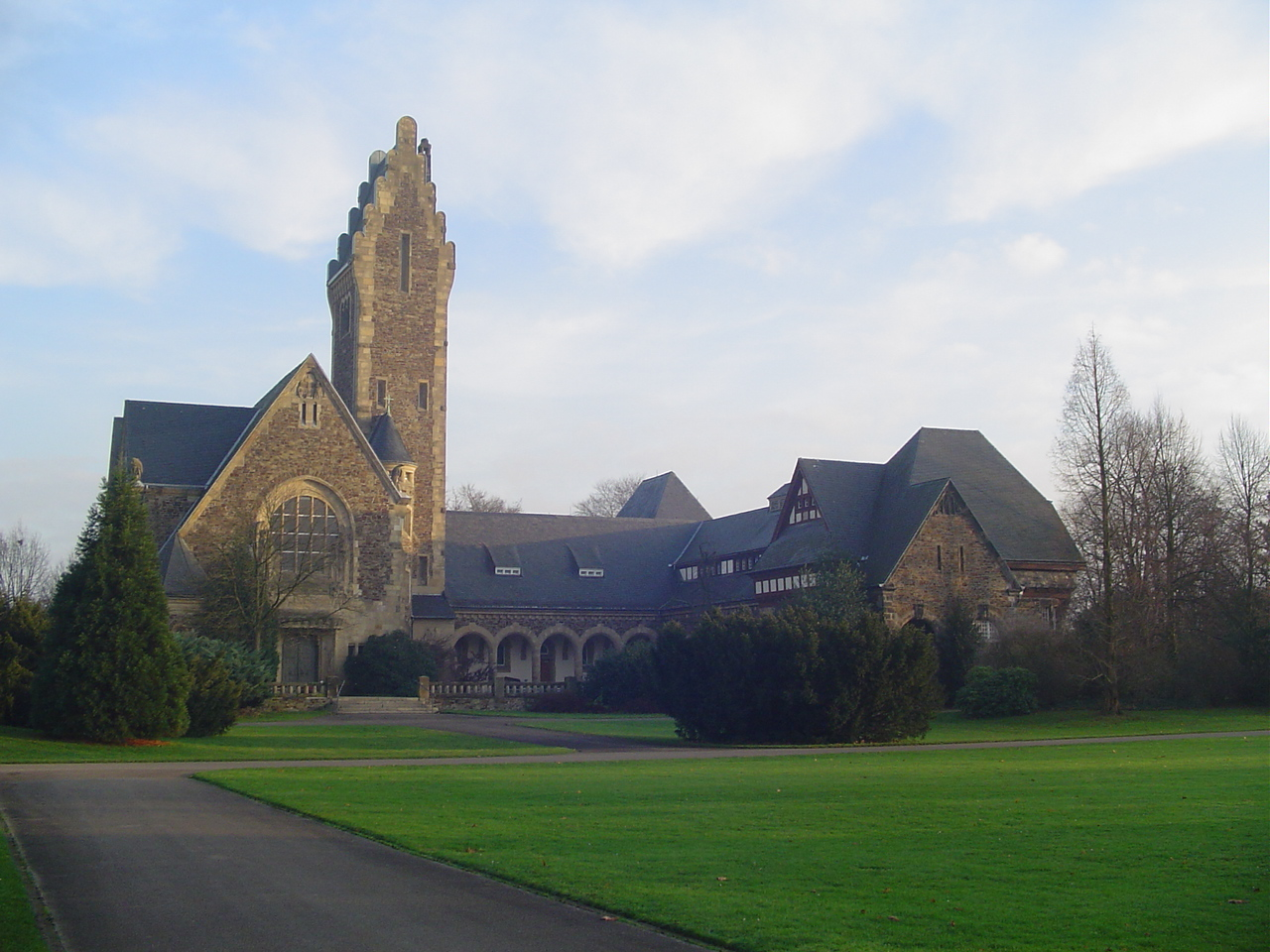
Friedhofskapelle mit Leichenschauhaus (2006)

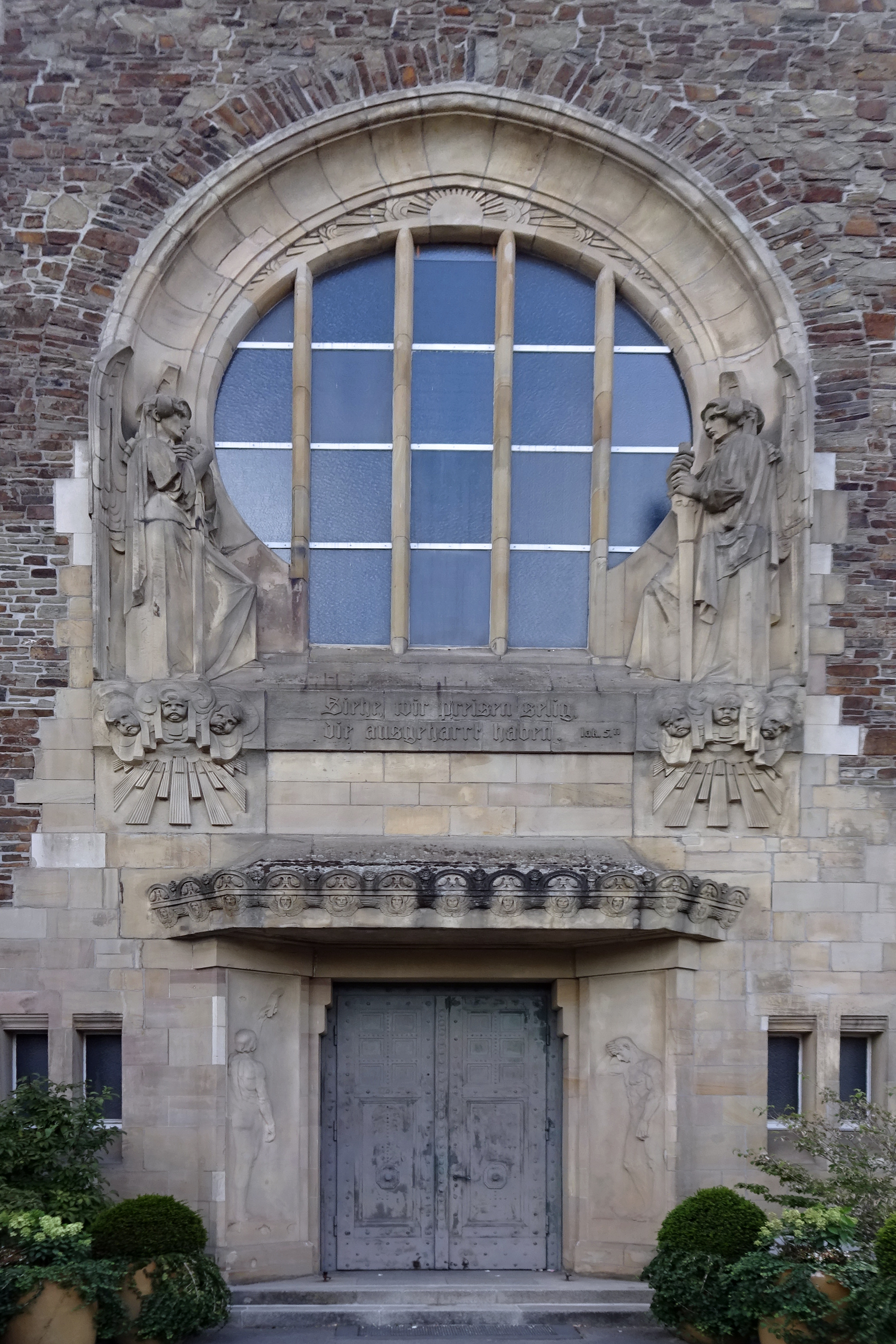
Eingangsportal der Friedhofskapelle (2018)

Der Südfriedhof der Stadt Düsseldorf liegt im alten Süden der Stadt, in der Nähe der heutigen Stadtmitte zwischen den Stadtteilen Bilk und Volmerswerth.
Er wird begrenzt durch die Auffahrt vom Südring zur Kardinal-Frings-Brücke, die Wohngebiete in der Umgebung der Volmerswerther Straße und die Felder der Bauern sowie das Trinkwassergewinnungsgebiet der Stadtwerke.
Der Südfriedhof hat eine Größe von 46,1 ha.

## Geschichte des Friedhofs
Der zunächst 28 Hektar große Südfriedhof wurde zu Beginn des 20. Jahrhunderts angelegt, die erste Bestattung fand am 2. April 1904 statt. Als Bepflanzung wählte man – entgegen damaliger Mode – einheimische Hölzer. Die Friedhofskapelle mit Leichenhaus wurde 1908 fertiggestellt. Diese heute unter Denkmalschutz stehenden Hochbauten wurden von den Architekten Stadtbaurat Johannes Radke und Stadtbaumeister Max Decker entworfen, die beiden Skulpturen der Todesengel am Hauptportal der Kapelle und der Jugendstil-Löwe stammen von dem Bildhauer Adolf Simatschek.
Die Anlage des Friedhofs folgte dem Kreuzmotiv einschließlich eines abschließenden Rondells. Heute ist dies allerdings nicht mehr erahnbar, da der alte Hauptweg in den 1960er Jahren aufgelassen und bepflanzt wurde.
Auf dem Friedhof wurden ca. 1000 Kriegsgräber für die Gefallenen der beiden Weltkriege angelegt.

## Der Südfriedhof heute
Der Südfriedhof wird weiterhin genutzt.
Die Bepflanzung mit Laubbäumen ist stark und besteht vor allem aus Eichen, Linden, Ulmen und Ahornbäumen. Die Gesamtfläche beträgt heute 46,1 ha.
Neben den Kriegsgräbern sind auch die Ehrengräber der ehemaligen Oberbürgermeister Karl Arnold, Georg Glock und Josef Gockeln sowie des, aus dem deutschen Spielfilm „Die Feuerzangenbowle“ bekannten, Schauspielers Paul Henckels markante Punkte.
Es gibt zudem ein anonymes Urnengrabfeld.
Auf Grund der historischen Gesamtanlage steht der Südfriedhof seit 1994/95 unter Gartendenkmalschutz. Auf dem Südfriedhof befindet sich ein von der Punk-Rock-Band Die Toten Hosen gepachtetes Gemeinschaftsgrab, in dem alle Bandmitglieder nach dem Ableben beigesetzt werden sollen und wo bislang Schlagzeuger Wölli, Manager Jochen Hülder und Roadie Uwe Faust beerdigt sind.

## Anschluss

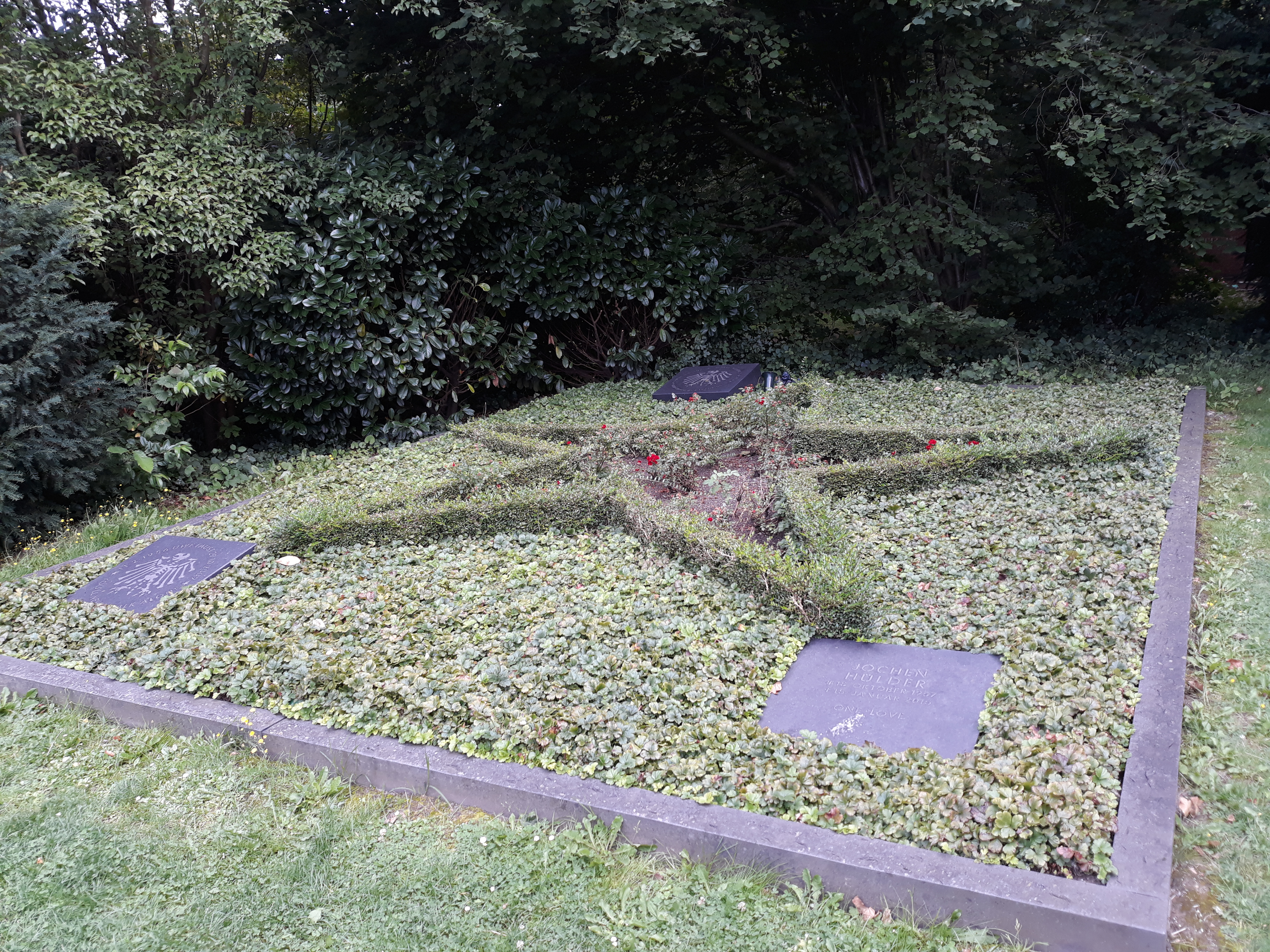
Gemeinschaftsgrab der Toten Hosen (2021)

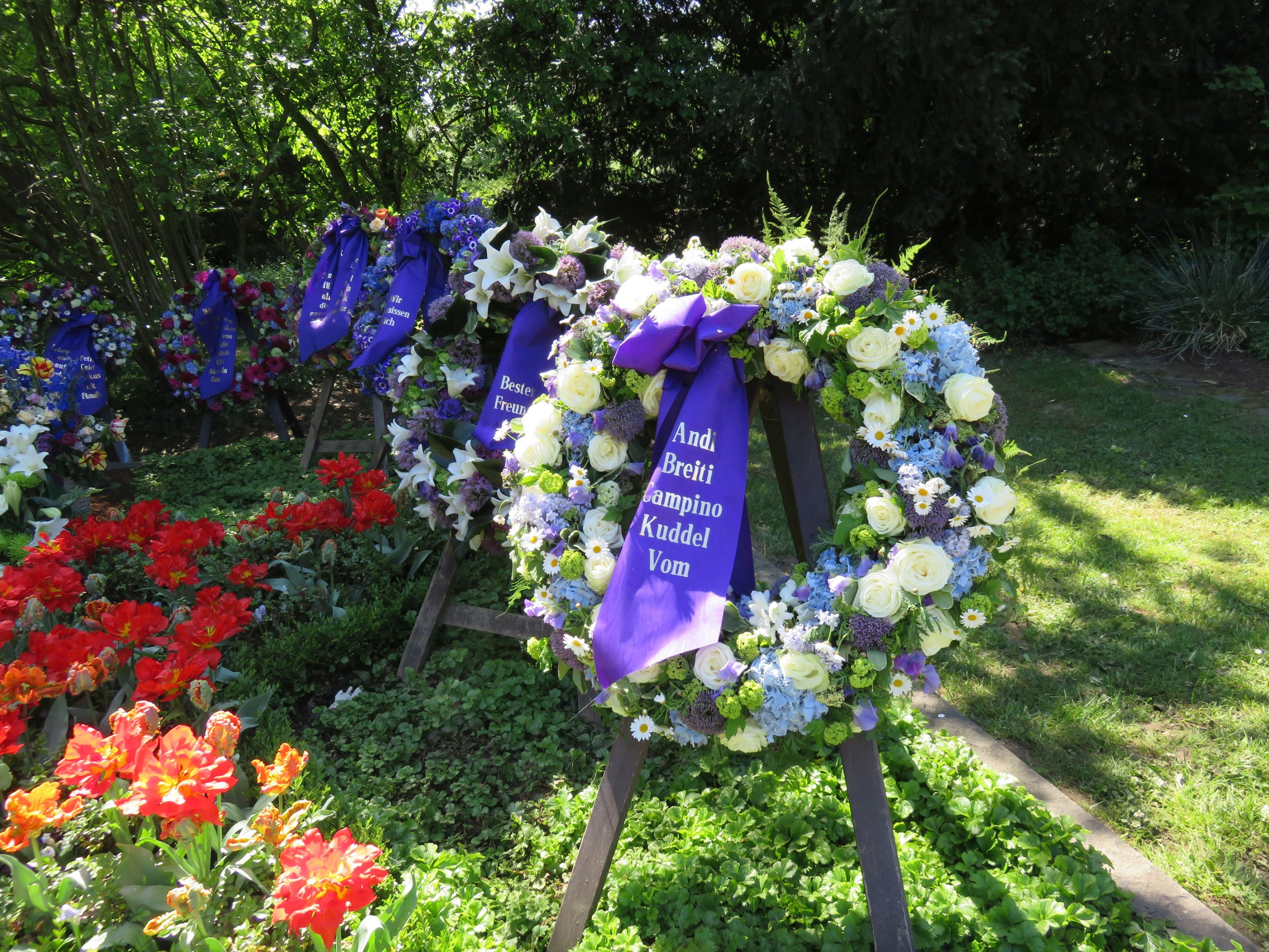
Gemeinschaftsgrab der Toten Hosen auf dem Düsseldorfer Südfriedhof (2016)

Die Haltestelle Südfriedhof wird von der Straßenbahnlinie 709 und den Buslinien 723 und 893 der Rheinbahn bedient.
| Linie | Verlauf |
| ----- | --- |
| 709   | Gerresheim, Krankenhaus 1 – Auf der Hardt/LVR-Klinikum – Staufenplatz 2 – Schlüterstraße/Arbeitsagentur – Flingern – Flingern-Nord, Birkenstraße – Stadtmitte, Worringer Platz – Düsseldorf Hbf – Stadtmitte, Berliner Allee3 – Graf-Adolf-Platz – Landtag/Kniebrücke – Unterbilk, Stadttor – Unterbilk, Bilker Kirche – D-Völklinger Straße 4 – Südfriedhof5 – Düsseldorf, Josef-Kardinal-Frings-Brücke – Neuss, Rheinpark-Center Süd – Neuss Stadthalle/Museum6 – Neuss, Markt – Neuss Hbf – Neuss, Theodor-Heuss-Platz7 Betrieb im Standardtakt der Düsseldorfer Straßenbahnen mit folgenden Abweichungen: während der HVZ im Abschnitt 2–5 alle 5 min; Sa 10–20 Uhr im Abschnitt 1–6 alle 10 min und Abschnitt 6–7 kein Betrieb; Mo–So ab 21 Uhr Abschnitt 6–7 alle 30 min; weitere Haltestellen in allen Abschnitten, aber alle Umsteigehaltestellen sind aufgeführt. |
| 723   | Hafen, Plange Mühle1 – Medienhafen, Kesselstraße – Franziusstraße – Unterbilk, Bilker Kirche – D-Völklinger Straße – Hamm, Florenstraße – Südfriedhof – Volmerswerther Straße – Aachener Platz – Bilk, Moorenstraße – Uni-Kliniken – (Bilk, Südpark 2 –) Wersten, Werstener Dorfstraße 3 – Wersten, Provinzialplatz – Eller, Herborner Weg – Eller Mitte 4 Mo–Fr 6–22 Uhr alle 30 min; Sa 9–22 Uhr und So 11–22 Uhr: Abschnitt 1–3 alle 60 min, Abschnitt 3–4 alle 30 min; Endhaltestelle der Fahrten, die den Abschnitt 1–3 nicht bedienen, ist 2; weitere Haltestellen auf dem gesamten Linienweg; alle Umsteigehaltestellen sind aber aufgeführt. |
| 894   | Bilk, Südpark – Uni-Kliniken – Ubierstraße (Trödelmarkt) – Aachener Platz – Düsseldorf, Südfriedhof Kostenloser Pendelbusverkehr während des Trödelmarktes an der Ulenbergstraße (Sa bis 16 Uhr ca. alle 15 min) |

Am nördlichen Ende des Friedhofes verlaufen die B1 und B326.